# Stazione di Kashiwanoha-campus
La stazione di Kashiwanoha-campus (柏の葉キャンパス駅?, Kashiwanoha-campus-eki) è una stazione ferroviaria situata nella città di Kashiwa della prefettura di Chiba, in Giappone ed è servita dalla linea Tsukuba Express.

## Linee
MIRC
● Tsukuba Express

## Struttura
La stazione, inaugurata nel 2005 è costituita da due binari su viadotto serviti da due marciapiedi laterali con porte di banchina installate a protezione.
| 1 | ● Tsukuba Express | per Moriya e Tsukuba                    |
| 2 | ● Tsukuba Express | per Misato-chūō, Kita-Senju e Akihabara |

## Stazioni adiacenti
| «                      | Servizio                          | »               |
| Tsukuba Express        | Tsukuba Express                   | Tsukuba Express |
| ---------------------- | --------------------------------- | --------------- |
| Nagareyama-Ōtakanomori | Locale                            | Kashiwa-Tanaka  |
| Nagareyama-Ōtakanomori | Rapido sezionale Rapido Pendolari | Moriya          |
| Il Rapido non ferma    |                                   |                 |